# Anđela Mužinić Vincetić
Anđela Mužinić Vincetić (Split, 1. siječnja 1992.) hrvatska je stolnoteniska paraolimpijka. 
Do prometne nesreće u Srinjinama (kod Splita), u kojoj je zadobila prijelom sedmog i osmog prsnog kralješka uz potpuno oduzimanje nogu, igrala je odbojku. Na oporavku u Varaždinskim Toplicama posjetila ju je Helena Dretar Karić i upoznala je s parastolnim tenisom.
U paru s Helenom Dretar Karić osvojila je brojne medalje uključujući Paraolimpijske igre (2016., 2020.) svjetska prvenstva (2014., 2017.) te europska prvenstva, od čega pet zlatnih na EP (2013. – 2023.) i jednu broncu (2011.) Osvojila je i dvije medalje na Svjetskim prvenstvima (2014., 2017.) i četiri na Europskim prvenstvima (2015. – 2023.) u pojedinačnoj konkurenciji.
Osvojila je srebrno odličje s Helenom Dretar Karić u stolnom tenisu klase C1-3 na Paraolimpijskim igrama 2016. i broncu na Paraolimpijskim igrama 2020. Osvojila je zlato u pojedinačnoj konkurenciji C3 na Paraolimpijskim igrama u Parizu 2024. pobijedivši u finalu Korejku Jiyu Yoon.
Dobila je Državnu nagradu za sport „Franjo Bučar”‎ ‎i odlikovanje Red Danice hrvatske s likom Franje Bučara.
Kao dio hrvatske parolimpijske stolnoteniske reprezentacije dobila je nagradu Sportaši godine Sportskih novosti 2021. godine.